# Фітопатологія
Фітопатоло́гія — галузь біологічної науки, що вивчає етіологію і патогенез хвороб рослин, видовий склад, екологію та біологію патогенів, імунітет рослин до хвороб, теоретичні питання обмеження їх розвитку; наука, що вивчає хворобливі процеси в рослинах, причини, що їх викликають та розробку методів боротьби з ними.

## Напрямки досліджень
Напрямки досліджень:
- Етіологія й особливості патологічного процесу, ідентифікація збудників захворювань (грибів, бактерій, вірусів, мікоплазм, актиноміцетів, нематод, квіткових паразитів тощо), їх біологія, екологія.
- Вивчення взаємовідносин між рослинами і патогенами. Патологічні зміни в рослинах, що спричиняються збудниками хвороб. Реакція рослинного організму на проникнення та розвиток патогенів.
- Теорія виникнення епіфітотій. Закономірності розвитку хвороб. Моделювання систем управління динамікою популяцій збудників хвороб в агроценозах.
- Імунітет і стійкість рослин до хвороб, а також до хімічних та біологічних засобів захисту рослин. Створення імунних і стійких до хвороб форм, сортів, гібридів рослин.
- Фізіолого-біохімічні, імунологічні, токсикологічні властивості нових перспективних (біологічних, хімічних та інших) засобів захисту рослин від хвороб.
- Прогноз і сигналізація про появу та поширення хвороб рослин.
- Біологічне обґрунтування нових технологій захисту рослин від хвороб.

## Значення фітопатології
Наука всебічно вивчає як хвору рослину так і патологічний процес з ознаками хвороби за якими хвора рослина відрізняється від здорової; відшукує причину появи захворювання; вивчає закономірності появи та розповсюдження хвороб; знаходить шляхи швидкого та економічно вигідного подолання виникнення захворювань та лікування пошкоджених рослин.
В кінцевому етапі перед фітопатологією стоїть основне завдання — знищити хвороби та причини їх виникнення шляхом активної дії на рослину, збудника хвороботворних процесів та на умови де розвивається рослина.
Історично та організаційно для проведення науково-дослідної роботи та роботи по боротьбі з хворобами рослин, фітопатологія тісно пов'язана з цілим рядом наукових дисциплін та частково базується на них. В основному базується на ботаніці, рослинництві, мікробіології, мікології, бактеріології, вірусології, селекції та іншими науками.
Протягом тривалого часу об'єктами дослідження в фітопатології були збудники хвороб рослини — гриби, бактерії, віруси та деякі абіотичні фактори. Зараз об'єктами досліджень є хвора рослина, яка характеризується наявністю патологічного процесу, збудник захворювання, абіотичні фактори та здорова рослина.
Фітопатологія використовує різноманітні методи досліджень, які також широко використовуються в ботаніці та інших споріднених науках — методи мікроскопічного та макроскопічного аналізів, метод штучного зараження рослин. При вивченні вірусних захворювань користуються серологічними методами.
Важливим фактором, який сприяє підвищенню урожайності та економічній ефективності є боротьба з шкідниками та хворобами рослин. Крім дій по боротьбі з шкідниками рослин в польових умовах, фітопатологія має велике значення щодо боротьби з втратою урожаю при його зберіганні.
Таким чином, фітопатологія, як сільськогосподарська наука, бере участь у виконанні завдань щодо збільшення продукції сільського господарства, захисту сільськогосподарської продукції під час зимового зберігання, перевезення та збільшення якості останньої і всіх ланок землеробства.
Вагомий внесок у фітопатологію зробив І. Г. Бейлін.